# Tiroteos de Rotérdam de 2023

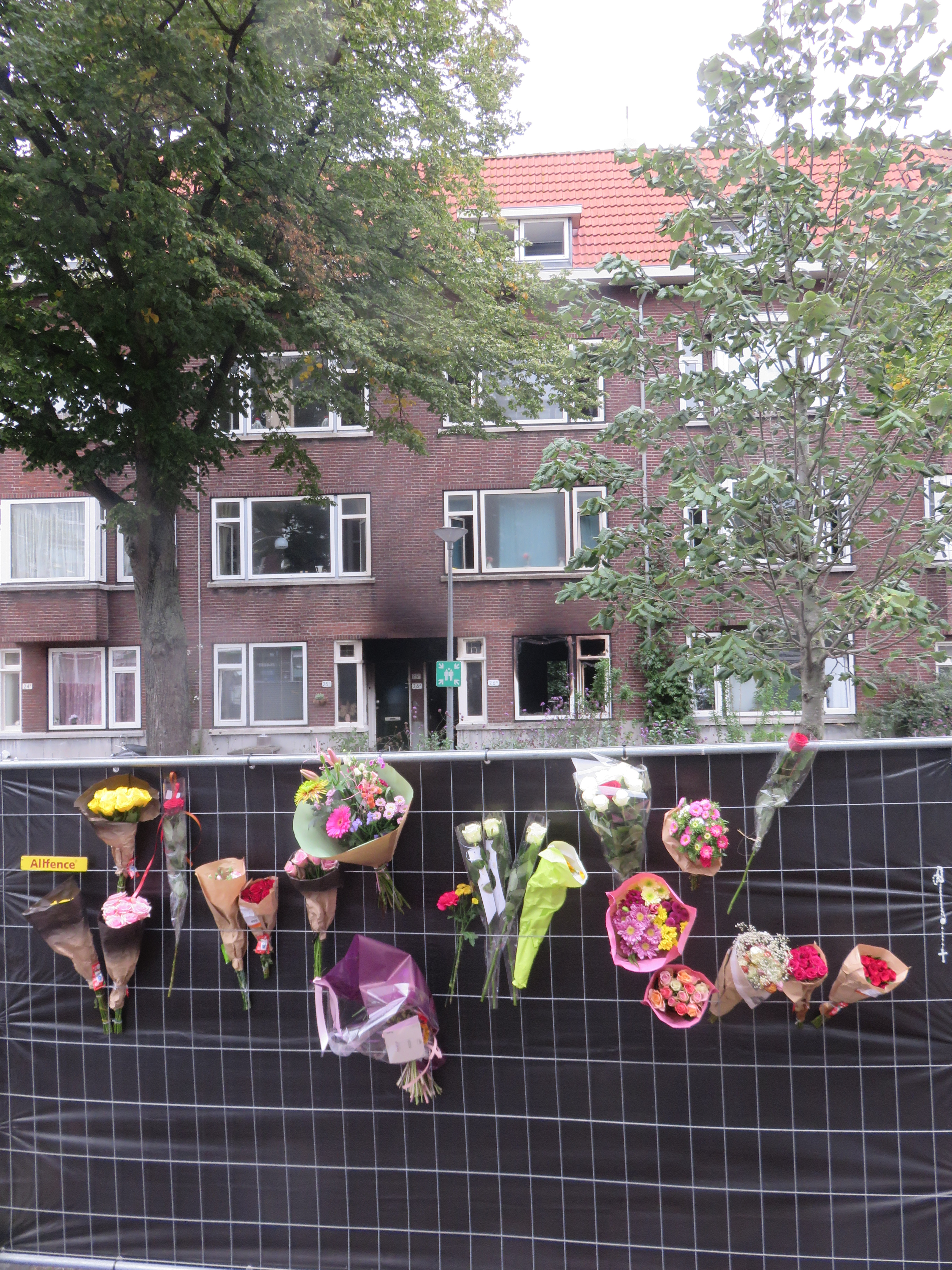
Heiman Dullaertplein el día después del ataque, con los daños del fuego visibles en la casa.

El 28 de septiembre de 2023 ocurrieron dos tiroteos en Róterdam, Países Bajos. El primero, donde murieron dos personas, fue en una residencia de Heiman Dullaertplein; y el segundo, donde murió otra persona, en un salón de clases del Centro Médico de la Universidad Erasmus.

## Tiroteos
Los tiroteos comenzaron el 28 de septiembre de 2023 a las 14:10 CEST, cuando el distrito de seguridad de Róterdam-Rijnmond recibió el aviso de un incendio y explosiones en una residencia de Heiman Dullaertplein en Delfshaven (Róterdam). Más tarde se creyó que las explosiones habían sido disparos desde el interior de la residencia en Delfshaven.
A las 14:25 CEST, la policía también había recibido reportes de un tiroteo en el cercano Centro Médico de la Universidad Erasmus. El tiroteo ocurrió en un edificio de la Rochussenstraat que se utiliza como centro de educación para estudiantes de medicina . Durante el tiroteo, el atacante también incendió parte del hospital.
El presunto perpetrador salió del Centro Médico Erasmus a las 15:30, vestido con un chaleco antibalas y llevando un arma. La policía lo detuvo debajo del helipuerto del hospital.

## Víctimas
Una madre de 39 años fue asesinada en su casa de Heiman Dullaertplein y su hija de 14 años sufrió heridas graves de las que murió más tarde . Un médico general de 43 años y profesor de la Facultad de Medicina en la Universidad Erasmus recibió un disparo mortal en el Centro Médico de la Universidad Erasmus.

## El sospechoso
Un residente de Róterdam de 32 años fue arrestado después de los tiroteos. Las autoridades holandesas lo identificaron como Fouad L., estudiante de la escuela de medicina de la Universidad Erasmus, condenado anteriormente por maltrato animal. La fiscalía declaró que mostraba signos de "comportamiento psicótico" en una advertencia enviada al hospital antes del tiroteo.
Los vecinos del sospechoso reclamaron que se había comportamiento repetido que había sido denunciado a la policía, pero cada vez que venía la policía, las cortinas estaban cerradas y el sospechoso nunca abriría la puerta. El sospechoso del tiroteo publicó en un foro en línea un correo electrónico del servicio de la fiscalía holandesa enviado al hospital universitario donde estudiaba, donde se describía su comportamiento. En el foro se describió a sí mismo como alcohólico y afirmó que no pudo terminar su carrera porque sus profesores lo "saboteaban".
Según Stefan Sleijfer, Presidente del Consejo de Administración del Centro Médico de la Universidad Erasmus y Decano de la Facultad de Medicina, la Universidad Erasmus le había exigido que presentara una evaluación psicológica antes de poder recibir un título de médico.

## Secuelas
Se cancelaron las clases en el Centro Médico de la Universidad Erasmus y los estudiantes fueron invitados para recordar a las víctimas cerca del hospital.

## Reacciones
El alcalde de Róterdam, Ahmed Aboutaleb, declaró lo ocurrido un "día oscuro" para la ciudad, mientras que el primer ministro Mark Rutte expresó sus condolencias a los afectados. La ministra de Justicia y Seguridad, Dilan Yeşilgöz-Zegerius, expresó sus condolencias y agradeció a los servicios de emergencia por sus esfuerzos y acciones durante los tiroteos.